# کیوودو (لوس ریوس)
کیوودو (به اسپانیایی: Quevedo) یک منطقهٔ مسکونی در اکوادور است که در استان لوس ریوس واقع شده‌است. کیوودو ۱۷۳٬۵۸۵ نفر جمعیت دارد و ۷۴ متر بالاتر از سطح دریا واقع شده‌است.